# North Star (film 2023)
North Star è un film del 2023 scritto e diretto da Kristin Scott Thomas, al suo debutto alla regia.

## Trama
Le sorelle Georgina, Katherine e Victoria tornano a casa per il terzo matrimonio della madre Diana.

## Produzione
Nel giugno 2022 è stato annunciato che Kristin Scott Thomas avrebbe fatto il suo debutto alla regia con film in cui avrebbe recitato con Scarlett Johansson. Nello stesso mese Freida Pinto, Sienna Miller ed Emily Beecham si sono unite al cast. È la terza pellicola in cui Scott Thomas e Johansson interpretato madre e figlia, dopo le precedenti collaborazioni ne L'uomo che sussurrava ai cavalli (1998) e L'altra donna del re (2008).
Le riprese sono si svolte nell'Hampshire tra il giugno e il luglio 2022.

## Distribuzione
Il film è strato presentato in anteprima mondiale al Toronto International Film Festival il 7 settembre 2023.

## Accoglienza
Il film è stato accolto tiepidamente dalla critica. L'aggregatore di recensioni Rotten Tomatoes riporta il 28% di recensioni positive, con un punteggio medio di 4,3 su 10 basato su 18 recensioni.